# 大理栎
大理栎（学名：Quercus cocciferoides var. taliensis）为壳斗科栎属下的一个变种。

## 扩展阅读
- 維基物種上的相關：大理栎